# 三の橋
三の橋（さんのはし）は、北海道上川地方の上川郡下川町にある地名である。郵便番号は098-1213である。

## 地理
下川町の東部に位置する。地域は農地、山林として利用されている。東は二の橋、一の橋、南は渓和、西は南町、緑町、北は北町、珊瑠に接する。

### 河川
- 名寄川

## 歴史
公区（行政区）は、三和公区を含む。下川市街より興部までの仮定県道（現在の国道239号）の開削は1903年に行われ、下川町内で名寄川に3本の橋が架設された。上流より3本目の橋が「三の橋」である。概ね殖民区画の上名寄26線から29線にかけての地域で、農林地帯として発展している。

### 地名の由来
名寄川にかかる上流より3本目の橋「三の橋」に由来する。

### 沿革
- 1924年（大正13年）1月1日 - 下川村分村に伴い、11字が設置される。
- 1984年（昭和59年）4月1日 - 従来の字を改正し、三の橋が設置される。

### 町名の変遷
| 実施後 | 実施年月日               | 実施前（各字名ともその一部）                               |
| ------ | ------------------------ | ---------------------------------------------------------- |
| 三の橋 | 1984年（昭和59年）4月1日 | 名寄原野、名寄、上名寄原野、名寄太原野、パンケヌカナン原野 |

## 交通

### バス
- 名士バス 興部線

### 道路
- 国道239号 - 仮定県道

## 施設
- スズキ株式会社下川コース